# Škoda Kodiaq
Škoda Kodiaq (укр. Шкода Кодіяк) — середньорозмірний SUV чеського автобудівника Škoda Auto (дочірнє підприємство Volkswagen). Уперше показаний на Женевському автосалоні у березні 2016 як концепт-авто під назвою «Škoda VisionS». Прем'єра серійної моделі відбулася на Берлінському автосалоні у вересні 2016 та Паризькому автосалоні місяцем пізніше. У продажу з березня 2017 р.

## Перше покоління (2017-2023)

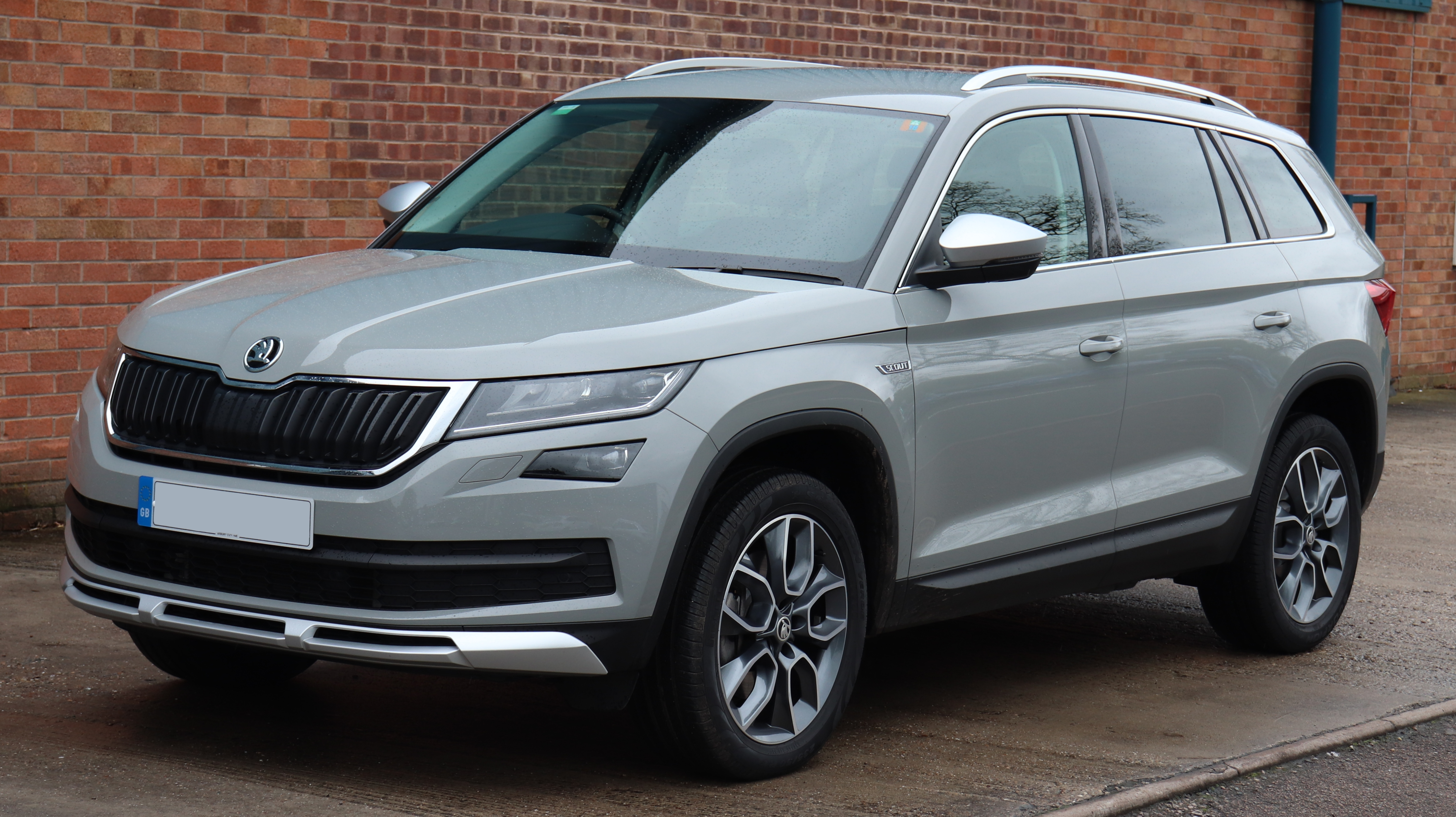
Škoda Kodiaq Scout (2017—2021)

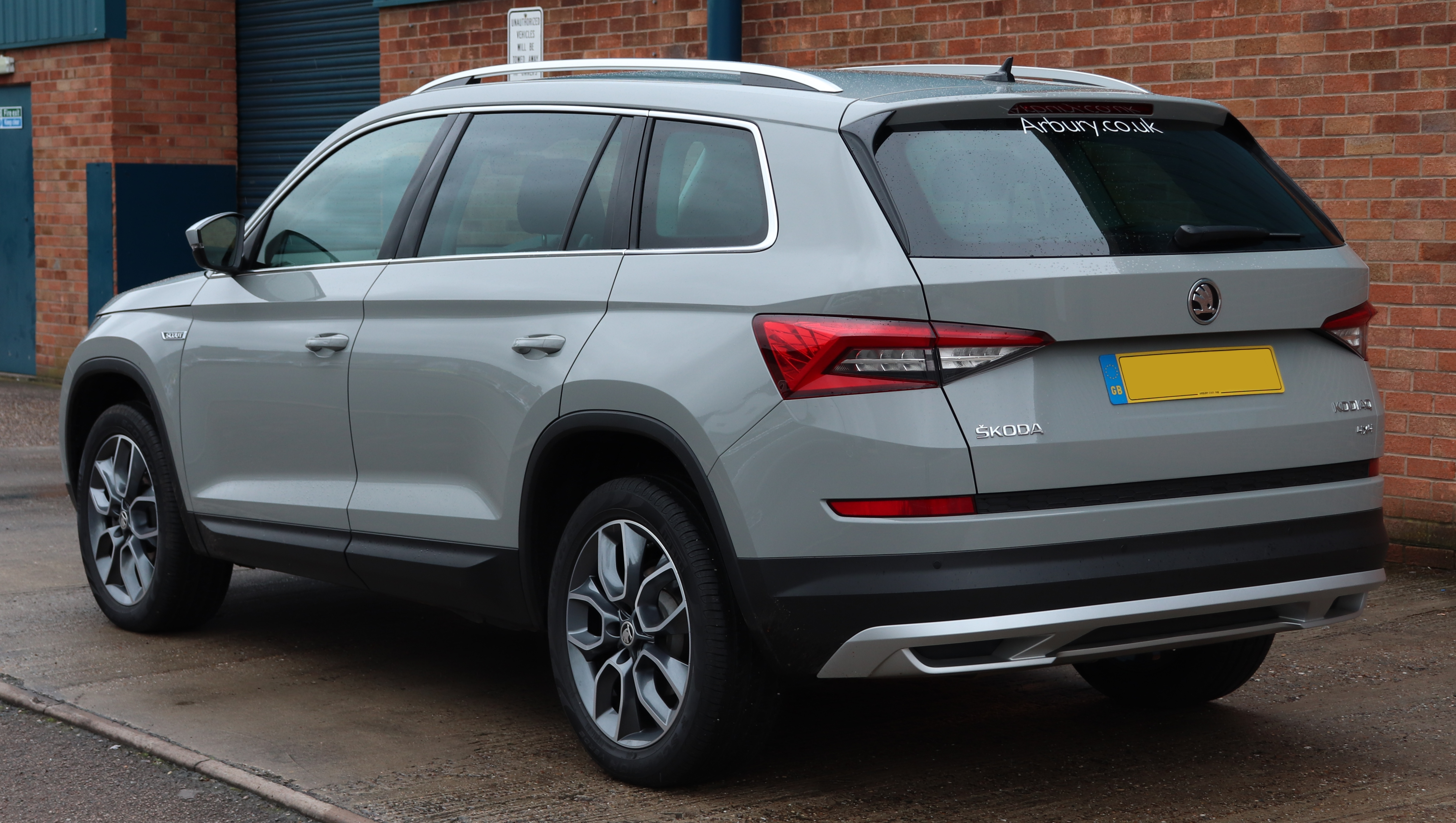
Škoda Kodiaq Scout (2017—2021)

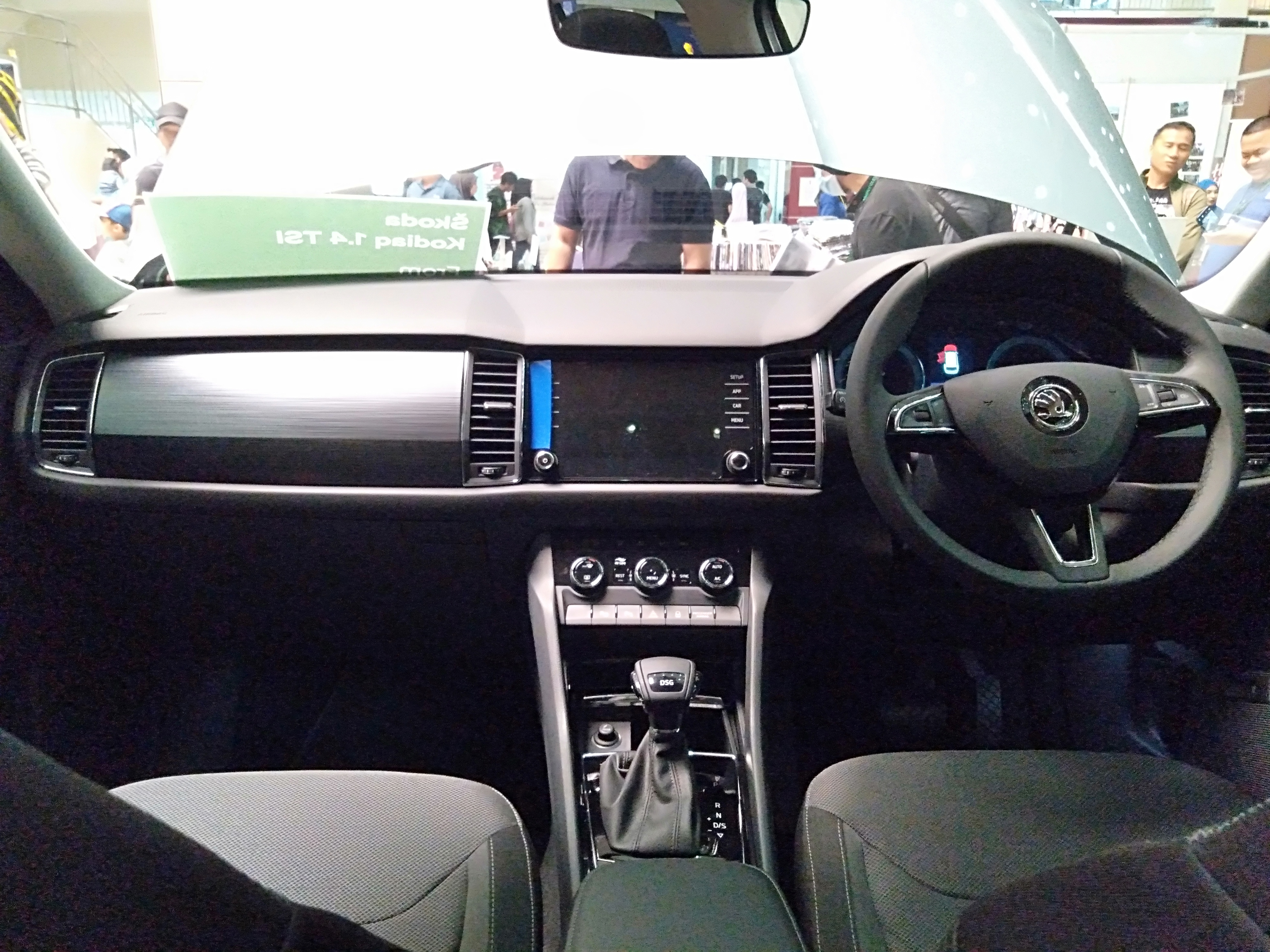
Салон

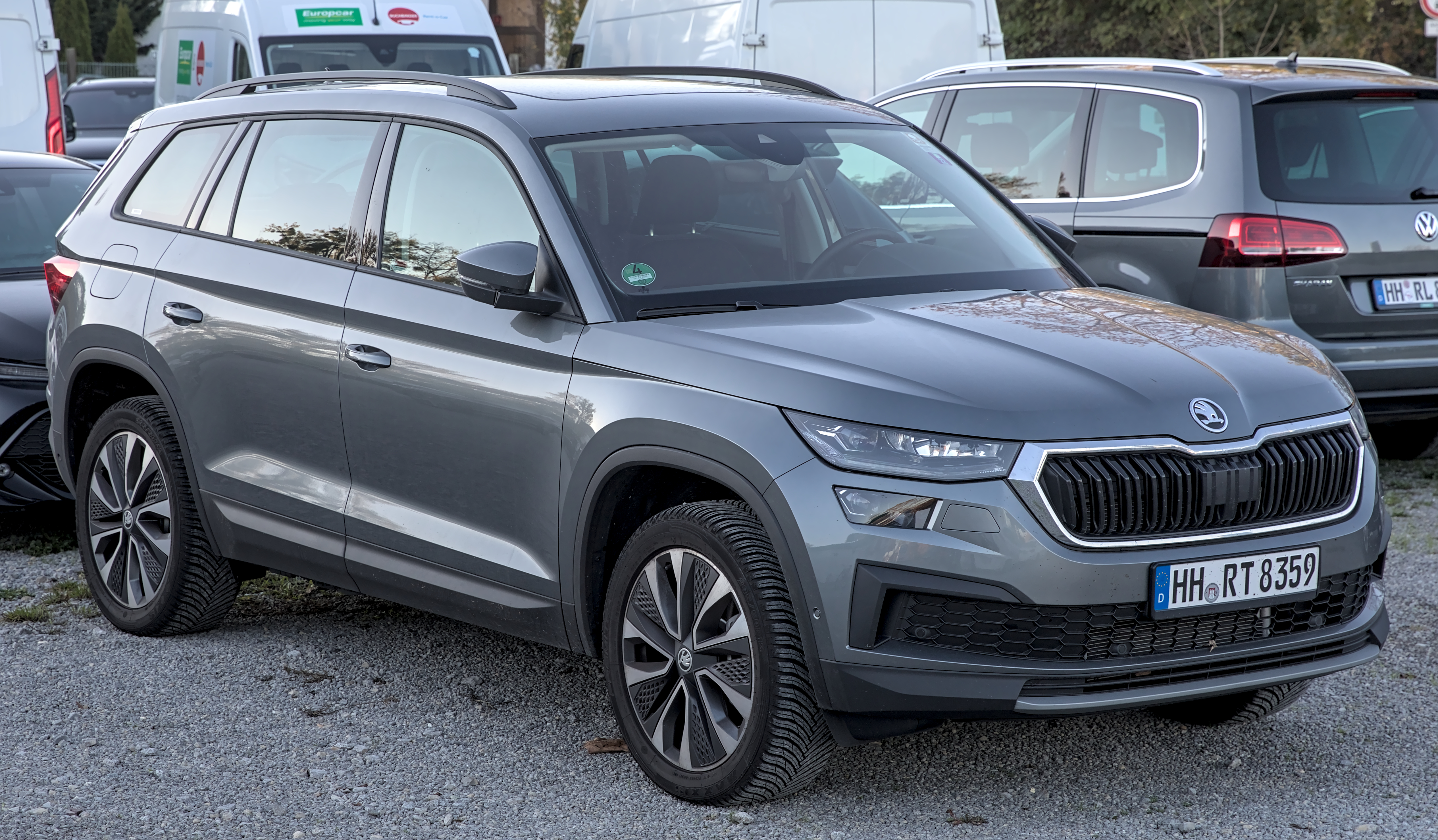
Škoda Kodiaq (з 2021)

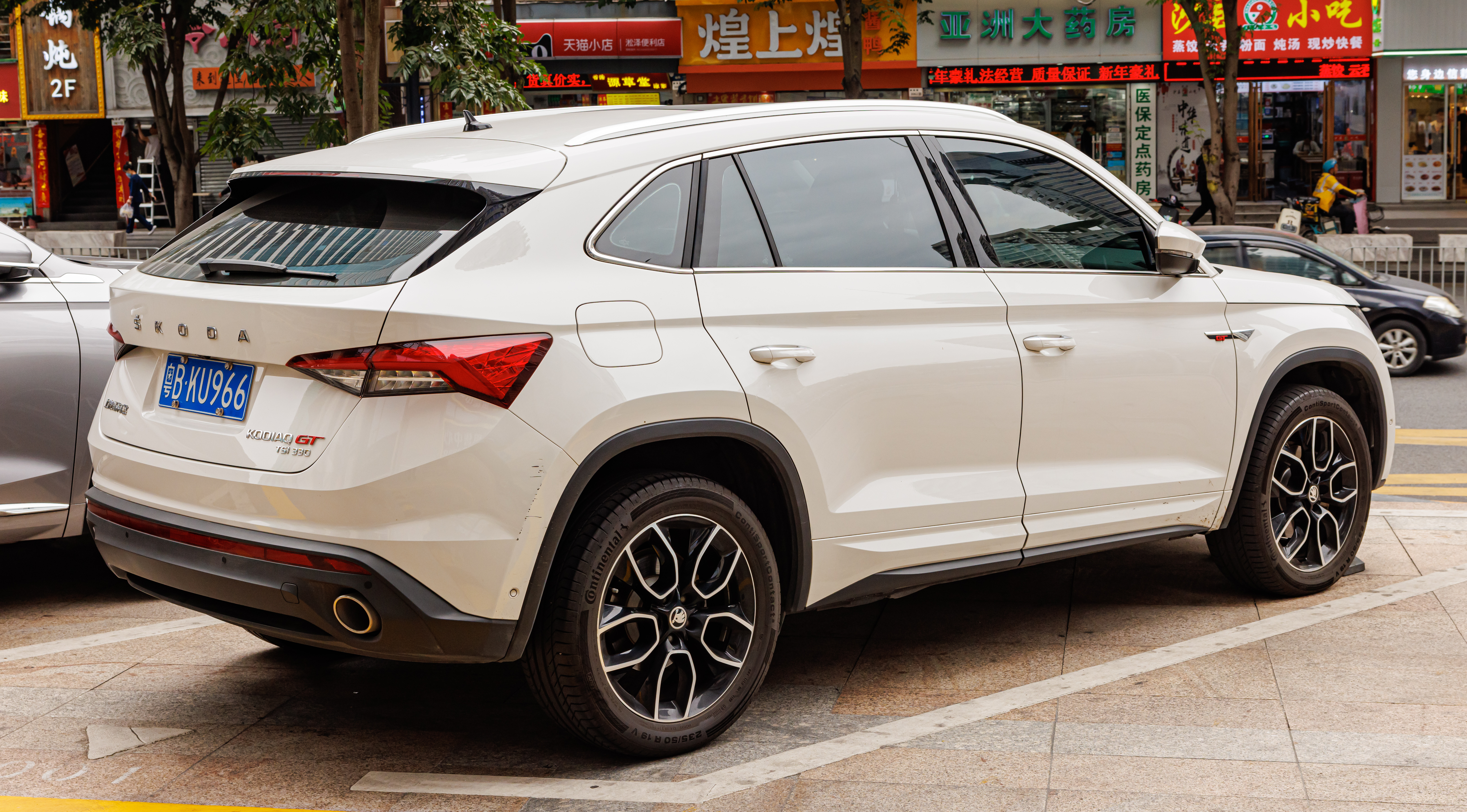
Škoda Kodiaq GT для китайського ринку

Побудований на платформі Volkswagen Group MQB і розділяє її з Volkswagen Tiguan 2 покоління (при цьому чеський кросовер має 7-місну версію і довший). Автомобіль на вибір комплектується переднім приводом або повним із багатодисковою муфтою BorgWarner, відомою як Haldex 5-го покоління з електронно-гідравлічним керуванням. Проте усі автомобілі, які поставляються на український ринок, мають повний привід, незалежно від мотора та комплектації. У майбутньому можлива також поява гібридної версії та версій купе (по аналогії з BMW X4) і пікап. Названий на честь аляскинського бурого ведмедя — Кадьяка, який, своєю чергою, названий на честь острова Кадьяк. Однойменне місто, розташоване на цьому острові, було перейменоване на один день (6 травня 2016 року) місцевою владою з нагоди випуску автомобіля (з Kodiak на Kodiaq).
Версія Kodiaq Sportline розроблялася з метою надати автомобілю спортивний характер. У число відмінних рис входять пофарбовані в чорний колір окремі конструкції кузова, спортивні сидіння в салоні, кермо зі шкіри, великі легкосплавні колісні диски та алюмінієві педалі.
В 2018 році представлено версію купе для китайського ринку під назвою Škoda Kodiaq GT.

### Kodiaq Scout
Кросовер Skoda Kodiaq набув приставку Scout на початку 2017 року. Зовні відрізнити Scout від звичайного Кодіака можна за сріблястими накладками на бамперах і дзеркалах, темними 19-дюймовими колесами і відповідним написом на передніх крилах. Заявлений кліренс — 194 мм, на 6—7 мм більше (простий 187 мм), ніж у звичайного Кодіака (щоправда, за рахунок чого, не повідомляється). Захист моторного відсіку є й у простих версій, зате Scout отримав додатковий захист гальмівних і паливних магістралей. У стандартній комплектації автомобіль пропонується з повним приводом і двома турбованими двигунами TSI або двома турбодизельними двигунами TDI.
Геометрична прохідність Скаута краща, ніж у звичайного Кодіака. Кут в'їзду збільшився з 19,1 до 20,1 градуса, а з'їзду — з 15,7 до 22,8.

### Оновлення 2021 року
У квітні 2021 року виробник представив оновлену версію кросовера.
Kodiaq отримав нові головні фари, які за умовчанням є світлодіодними з роздільними модулями для ближнього і дальнього світла, а опціонально можуть бути виконані по матричній технології. Задні ліхтарі стали вужчими та отримали різко окреслений «кристалічний» дизайн.
В Європі основу моторної гами оновленого Skoda Kodiaq складуть два бензинових і два дизельних агрегати, всі вони відносяться до покоління Evo: 1.5 TSI (150 к.с.), 2.0 TSI (190 к.с.), 2.0 TDI (150 к.с.) і 2.0 TDI (200 к.с.).
У комплектації RS під час модернізації було змінено дволітровий 240-сильний турбодизель на 245-сильну бензинову «турбочетвірку» того ж обсягу.

### Двигуни
Бензинові
- 1.4 TSI Р4 125 к. с.
- 1.4 TSI Р4 150 к. с.
- 2.0 TSI Р4 180 к. с.
- 2.0 TSI Р4 240 к. с. (RS)

Дизельні
- 2.0 TDI Р4 150 к. с.
- 2.0 TDI Р4 190 к. с.
- 2.0 TDI P4 240 к. с. (RS)

## Друге покоління (з 2023)

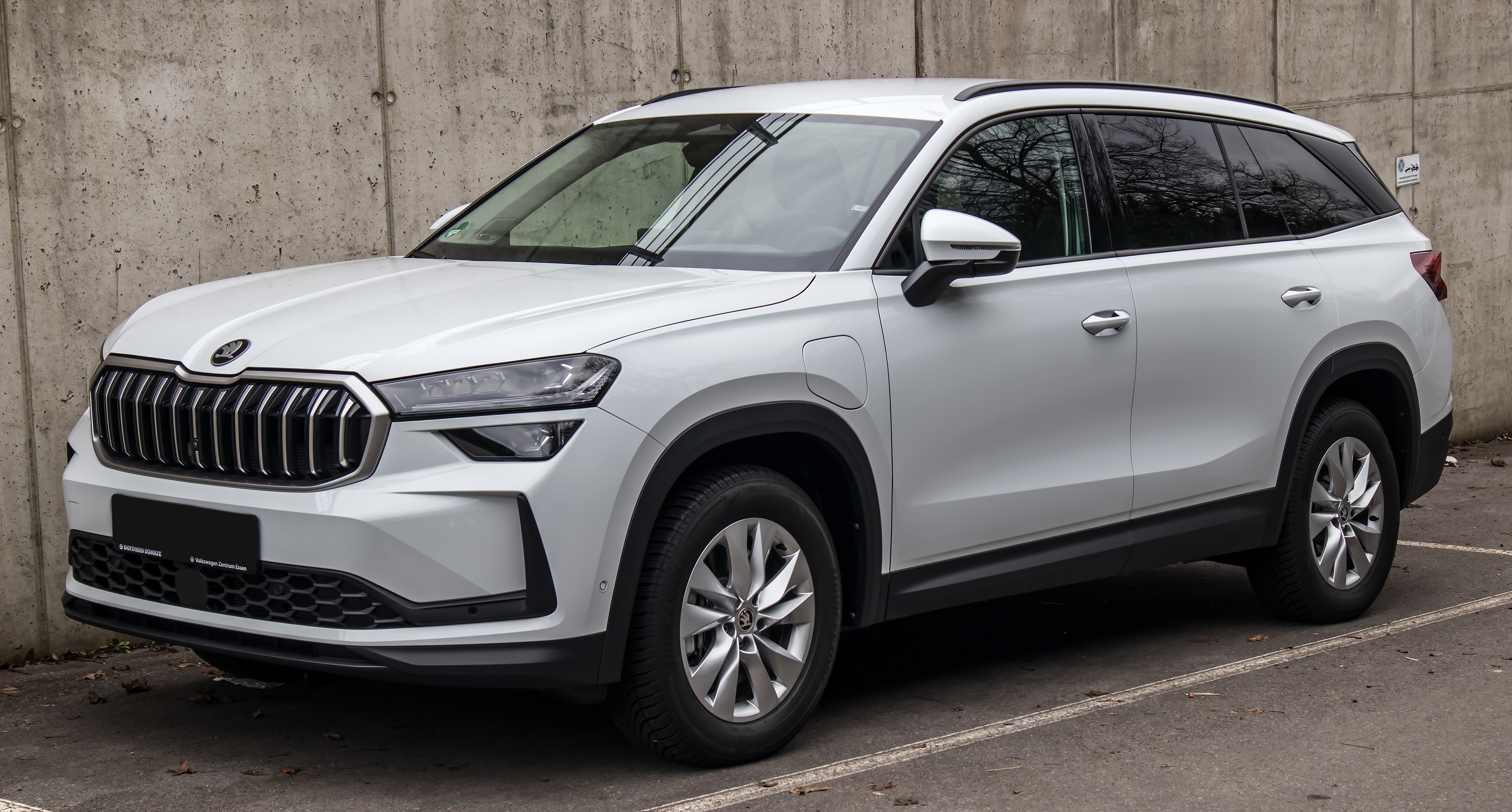
Škoda Kodiaq II

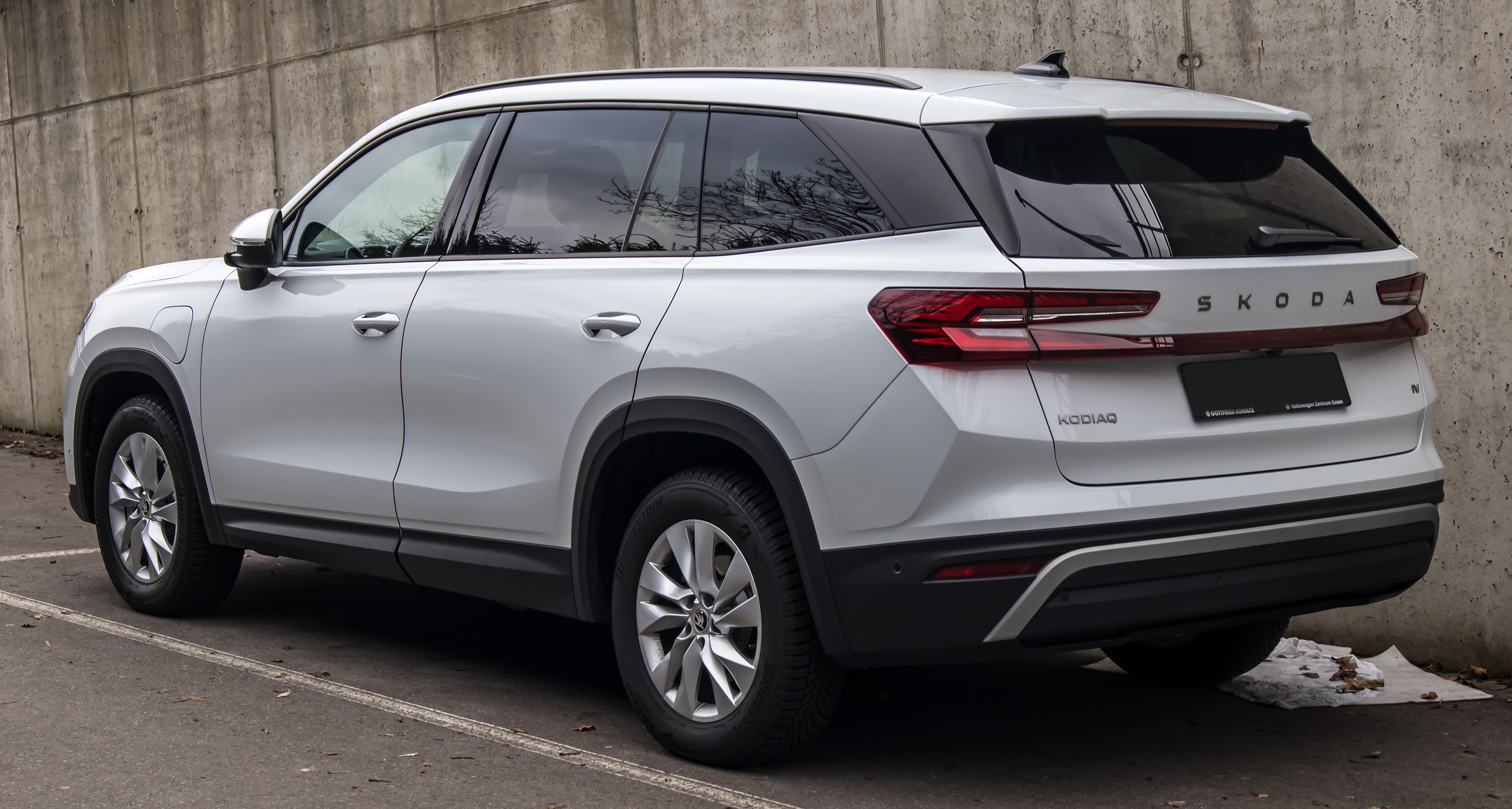
Škoda Kodiaq II

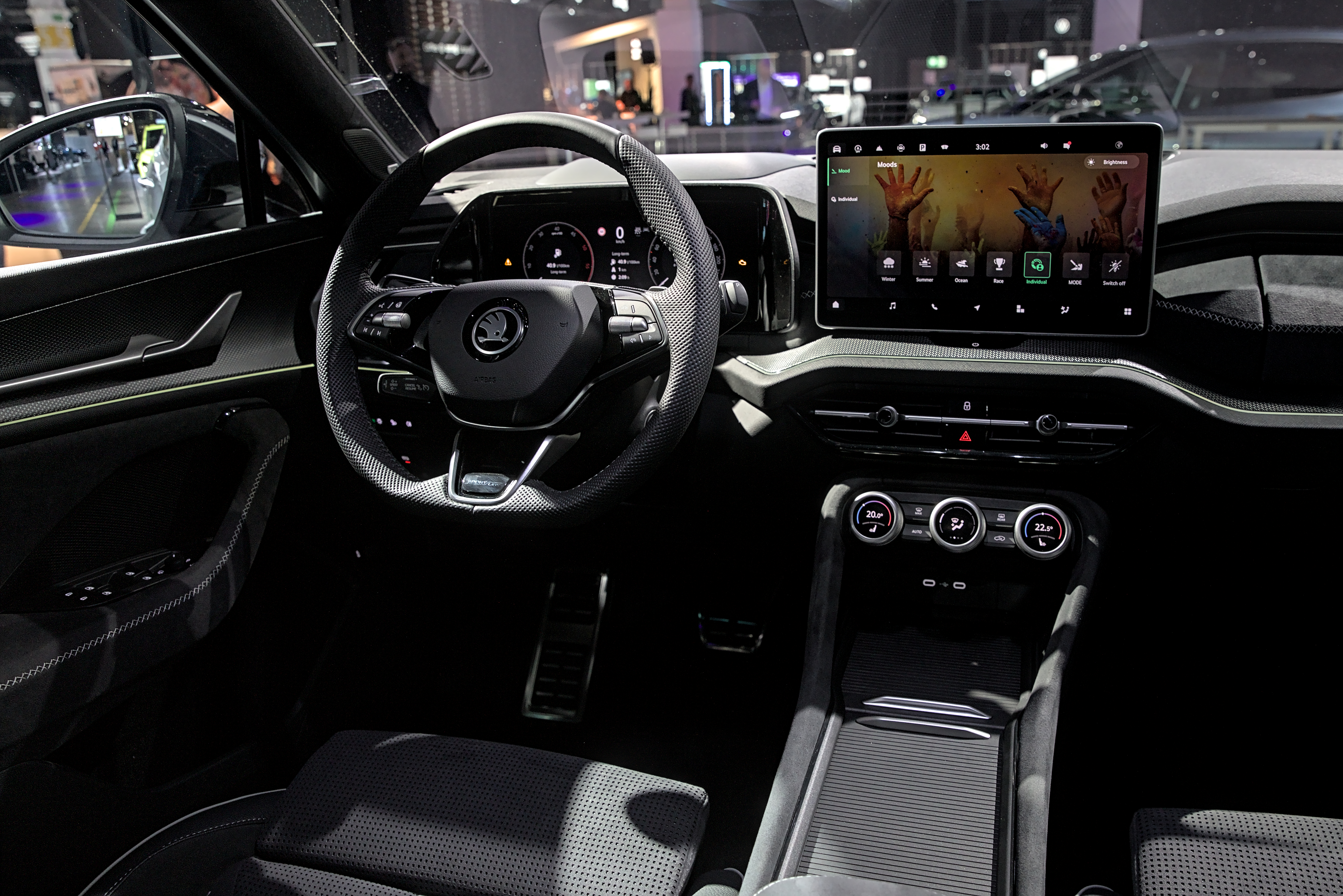

Восени 2023 року дебютував Kodiaq другого покоління. Автомобіль збудовано на шасі MQB, а зовні він подібний на концепт-кар Škoda Vision 7S. Вперше Skoda Kodiaq доступний у вигляді гібрида, що підключається (PHEV), з 204-сильною установкою і запасом ходу на “чистій” електриці понад 100 км.

### Двигуни
Бензинові:
- 1.5 L TSI I4 mild hybrid
- 2.0 L TSI I4

Plug-in hybrid:
- 1.5 L TSI I4 (Kodiaq iV)

Дизельний:
- 2.0 L TDI I4

## Продажі
| рік  | Європа | Китай  | Індія |
| ---- | ------ | ------ | ----- |
| 2016 | 671    |        |       |
| 2017 | 53,967 | 44,458 |       |
| 2018 | 63,990 | 51,230 | 2,025 |
| 2019 | 88,516 | 40,067 | 1,719 |